# Stadion im. Romana Szumilasa w Limanowej
Stadion im. Romana Szumilasa – stadion piłkarski w Limanowej, w Polsce. Obiekt może pomieścić 959 widzów. Swoje spotkania rozgrywają na nim piłkarze klubu Limanovia Limanowa.